# Marine-Regatta-Verein

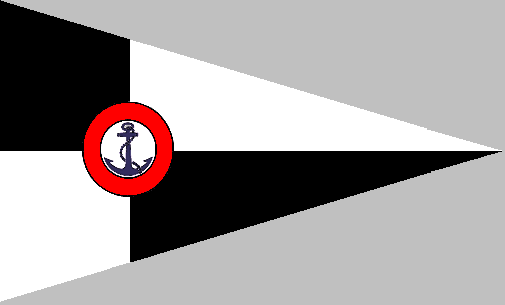
Stander des Marine-Regatta-Vereins

Der Marine-Regatta-Verein offiziell Marine-Regatta-Verein im Deutschen Marinebund e. V. ist der Segelverein im Deutschen Marinebund. Seine Geschichte ist eng mit dem Kieler Yacht-Club verbunden.

## Geschichte

Flagge Kaiserlicher Yachtclub Kiel

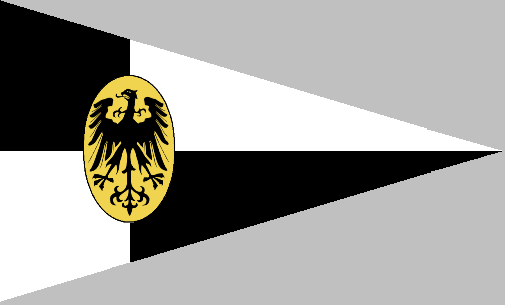
Stander Marine-Regatta-Verein 1928

1887 wurde der Marine-Regatta-Verein von Offizieren und Beamten (z. B. Carl Busley), der Marine gegründet. Der segelbegeisterte Prinz Heinrich wurde zum „Protektor“ des Clubs. Ab 1891 war es auch Nicht-Marineangehörigen möglich, Mitglied zu werden und der Verein wurde von Kaiser Wilhelm II, selbst „Commodore“ des Vereins, in Kaiserlicher Yacht-Club umbenannt. Später erfolgte eine weitere Umbenennung in den heutigen Kieler Yacht-Club.
Durch die Verfügung des Reichswehrministers Wilhelm Groener mussten bis Mitte Juni 1928, noch vor der Kieler Woche, 328 Marineoffiziere und Marinebeamte aus dem Kaiserliche Yacht-Club austreten. Zu diesem Zweck wurde der Marine-Regatta-Verein wiedergegründet. Er war Teil der Reichsmarine und später Kriegsmarine. Mit Auflösung der Kriegsmarine im Jahre 1945 wurde auch der Marine-Regatta-Verein aufgelöst.
Die dritte Gründung erfolgte im Jahre 1972 durch den Deutschen Marinebund. Vereinsangehörigen sollte die Möglichkeit geboten werden innerhalb des Marinebunds günstig Wassersport, insbesondere Segelsport und Motorbootsport betreiben zu können.

## Organisation
Der Verein ist in Stützpunkten organisiert, die jeweils wieder ein eigener Verein und oft mit dem örtlichen Marinebund verbunden sind:
- Bielefeld
- Erfurt
- Essen-Kupferdreh
- Forchheim
- Hannover
- Hof/Saale
- Kiel
- Neuss
- Peenemünde
- Rhein-Hunsrück
- Salzgitter
- Starnberg
- Stuttgart
- Waren (Müritz)